# 佐蘭·特爾齊奇
佐蘭·特爾齊奇（1966年7月9日—）是一名塞爾維亞排球教練，他自1988年起開始執教生涯。現時執教俄羅斯喀山迪納摩女排俱乐部及塞爾維亞國家女子排球隊。
2022年，特爾齊奇不再與執教了19年的塞爾維亞國家女子排球隊續約，並轉往擔任俄羅斯國家女子排球隊的主教練。2025年重返塞爾維亞國家女子排球隊執教。

## 生涯
佐蘭·特爾齊奇擔任了塞爾維亞排球教练20年，期間獲獎無數。